# Antepipona consentanea
Antepipona consentanea är en stekelart som beskrevs av Giordani Soika 1989. Antepipona consentanea ingår i släktet Antepipona och familjen Eumenidae. Inga underarter finns listade i Catalogue of Life.